# Comuna Lyski
Lyski este o gmină (district administrativ) rurală în powiatul Rybnik, voievodatul Silezia, în sudul Poloniei. Localitatea de reședință este satul Lyski, care se află la aproximativ 13 kilometri vest de Rybnik și la 46 kilometri vest de capitala regională Katowice.
Gmina acoperă o suprafață de 57,83 kilometri pătrați și avea în 2006 o populație totală de 8.924 locuitori.
Gmina conține o parte din zona protejată denumit Parcul Rudy.

## Gmine învecinate
Gmina Lyski se învecinează cu orașele Racibórz și Rybnik și cu gminele Gaszowice, Kornowac, Kuźnia Raciborska și Nędza.

## Galerie

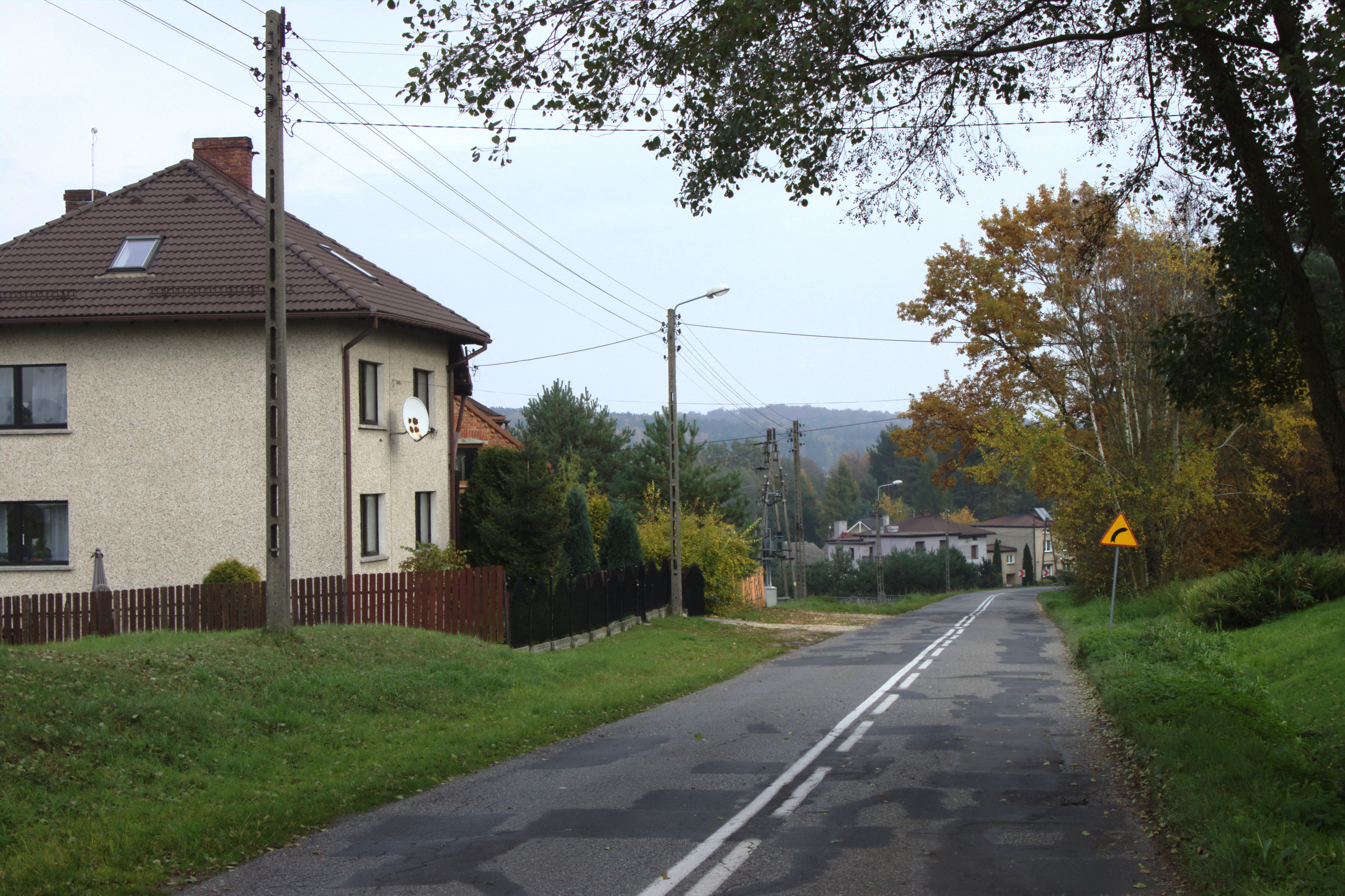
Drum în Bogunice
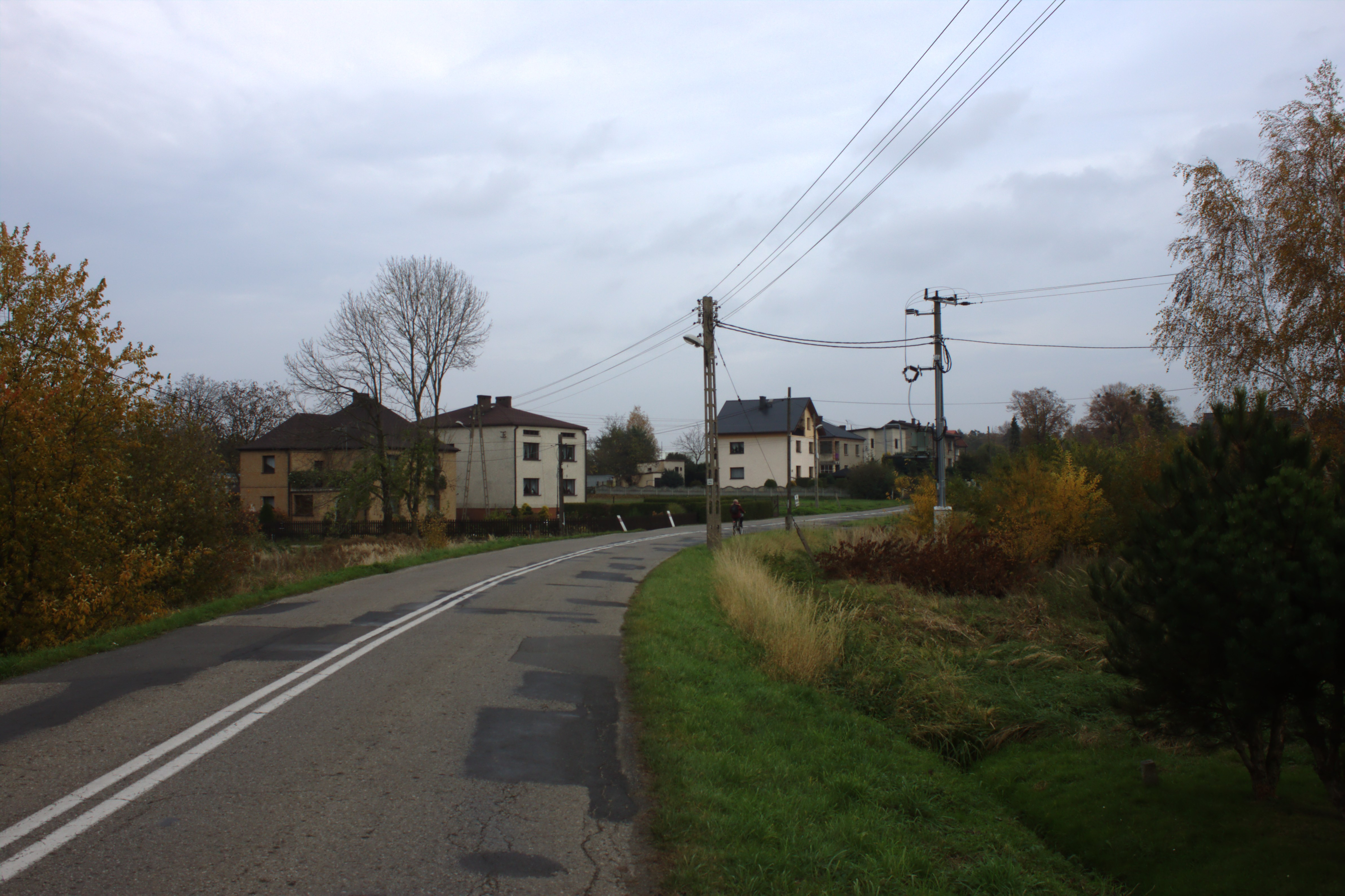
Drum în Adamovice
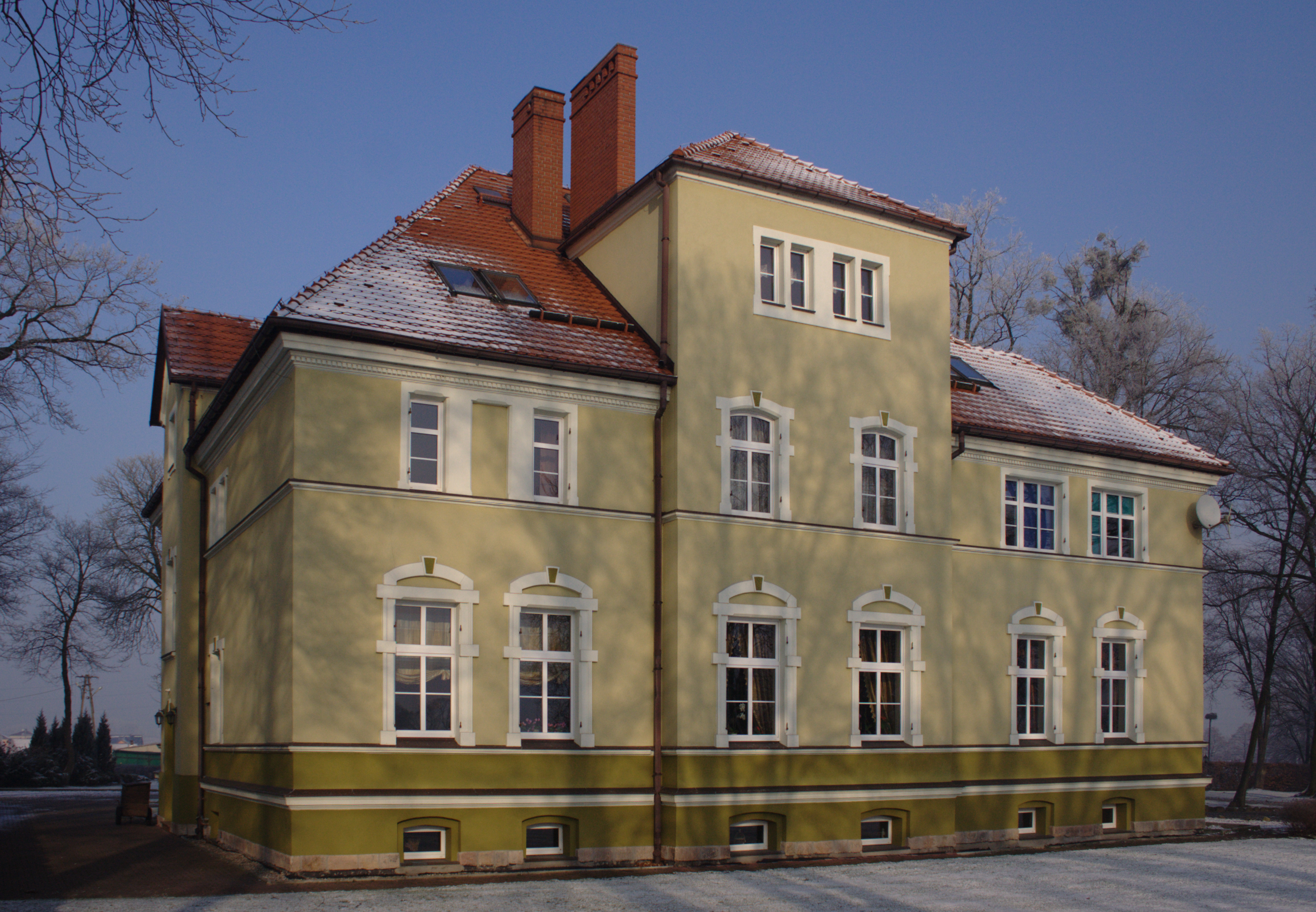
Palatul din Dzimierz